# دد ریور (کنبک ریور)
دد ریور (کنبک ریور) (به انگلیسی: Dead River (Kennebec River)) رودخانه‌ای است که در ایالات متحده آمریکا جریان دارد.